# Grb Mostara
Grb Grada Mostara usvojen je 27. listopada 2006. Tijekom rata u Bosni i Hercegovini i sukoba Bošnjaka i Hrvata, grad je bio podijeljen na istočni i zapadni dio. Nakon Daytonskog mirovnog sporazuma, područje je bilo podjeljeno u šest općina: Mostar Jug, Mostar Zapad, Mostar Jugozapad, Mostar Sjever, Mostar Stari Grad i Mostar Jugoistok. 
Općine su ujedinjene 2004. godine u Grad Mostar (jedinstvenu cjelinu). Grb prikazuje čuveni Stari most preko rijeke Neretve, simbolizirajući mir, ravnopravnost i jednakost. Šest bijelih pruga rijeke predstavljaju šest gradskih područja (bivše općine). Dva trokuta su vaga, a polukrug je sunce. Plava boja simbolizira boju neba, a bijela kamen.

## Uporaba
Grb Grada Mostara rabi se:
- u sastavu pečata Grada Mostara,
- u službenim prostorijama i natpisima na zgradama Gradskog vijeća i Gradske uprave,
- na aktima Gradskog vijeća i Gradske uprave,
- na javnim priznanjima i nagradama Grada Mostara,
- na službenim legitimacijama,
- u drugim slučajevima, sukladno zakonu i odlukama Gradskog vijeće Grada Mostara.

Grb Grada Mostara može se rabiti:
- na vizitkartama, pozivnicama, čestitkama i drugim tiskanicama,
- na izdanjima i predmetima izrađenim u svrhu turističke promidžbe Grada Mostara,
- prigodom međunarodnih susreta, natjecanja i drugih skupova,
- u drugim slučajevima, ako njegova uporaba nije u suprotnosti s Odlukom o uporabi i zaštiti imena, grba i zastave Grada Mostara.[1]

## Grbovi iz prošlosti

### Grb zapadnog dijela Mostara
Grb zapadnog dijela Mostara, pod nadzorom snaga hercegovačkih Hrvata usvojen je 1995. godine. 
Grb je štit na kojemu su po naizmjenične tri srebrne (bijele) i tri crvene kose grede. U sredini preko svih greda stoji zlatni latinski križ. Iznad štita je kruna s pet listova. Središnji je najširi i visinom se podudara s rubnim listovima. Ispod štita je zlatna lenta, u čijem središnjem dijelu piše godina osnutka grada, na lijevoj vrpci piše anno, a na desnoj domini. Kose grede su motiv iz obiteljskog grba Katarine Vukčić Kosača-Kotromanić, kćeri hercega Stipana Kosače. Prvi put se ovaj grb pojavio u mostarskom listu "Hum" 1994. godine. Usvojen je početkom 1995. godine kao grb zapadnog dijela Mostara.